# حسين محي الدين الحبال
حسين محي الدين الحبال (1875 - 1954). عالم دين وإمام وصحفي. أسس جريدة ابابيل سنة 1895 م، ثم صحيفة القارعة 1920 م.

## ولادته ونشأته
ولد الشيخ حسين محي الدين حبال في مصيطبة بيروت في اوائل العقد السابع من القرن التاسع عشر الميلادي، سنة 1875 وتوفي في صيدا بتاريخ 9/3/1954 - تلقى علوم الفقه الشرعي في حلاقات علم زواية المدينة، ثم انتقل إلى مهنة التعليم الشرعي، واسس المدرسة الزيدنية.

## في الصحافة
تحول لمهنة الصحافة ليصدر صحيفته الأولى ابابيل سنة 15/02/1909 م، وهي صحيفة اجتماعية سياسية تاريخية انتقادية لاذعة، كان عدد صفحات الجريدة يتراوح بين 4 إلى 8 صفحات قياس الورق: 64 سم X 31 سم ونوعه أصفر خشن، انتقدت التحالف الذي اقيم بين فرنسا وبريطانية لتقسيم العالم الإسلامي، فأمر المندوب السامي الفرنسي الجنرال ويغان باغلاقها وحبسه سنة 1919 م، وقد توسط له اعيان بيروت لفك سجنه، وفي سنة 1920 م اسس صحيفته الثانية القارعة، التي استمرت بالصدور ولكن بوتيرة اقل من صحيفة ابابيل، حيث فقدت حماسها لدى الجماهير التي اعتادت على قلم الشيخ حسين الجارح، والمنتقد دائما لقوات التحالف، مما اضطره إلى وقف صدورها طواعية، ثم انتقل إلى العمل بالشأن العام، ومثل لبنان في اغلب المؤتمرات الإسلامية.
في عام 1913 مثّل الشيخ حسين الحبال بيروت مع بعثة الوفود إلى الأستانة حين استرجع الإتحاديون أدِرنَه، لدعم موقف الدولة العثمانية والسلطان العثماني محمد رشاد ضد المعارضين للحكم، حيث نزل الوفد بفندق بيره بلاس، وألقى الشيخ حسين كلمة أمام السلطان والصدر الأعظم وولي العهد، وبهذه المناسبة أرسل القنصل الفرنسي في بيروت «كولوندر» برقية سرية بتاريخ 28/8/1913 أشار فيها إلى الوفد البيروتي، وقال فيها عن الشيخ حسين الحبّال بأنه «مشهور بتعصبه وبميوله المعادية لفرنسا». 

## وفاته
وافته المنية بصيدا سنة 1954 م، عن عمر ناهز الخامسة والثمانون عام. ودفن في بيروت بمقبرة الباشورة